# Phonologie du Français Contemporain
 (avril 2021).
Phonologie du Français Contemporain ( PFC ) est un projet international de recherche en linguistique, consacré à la création et à l'utilisation de ressources pour l'étude de la phonologie du français contemporain.

## Activités
Le principal objectif du projet PFC est la création d'un vaste corpus de français parlé contemporain, annoté, lisible par machine et accessible au public, et comprenant des données provenant d'autant de régions francophones que possible. La base de données contient actuellement des données de 450 locuteurs provenant de 75 zones géographiques. Chaque locuteur est enregistré dans différentes situations de discours (lecture à haute voix d'une liste de mots et d'un texte, conversation guidée, conversation spontanée). Les données mises à disposition dans le corpus PFC comprennent des informations démographiques sur chaque locuteur, les fichiers sonores, une transcription orthographique et plusieurs types d'annotations. En particulier, des encodages spéciaux sont utilisés pour indiquer la prononciation de schwas et de liaisons par les locuteurs.
Le corpus se veut une ressource pour la recherche linguistique sur la phonologie française, et une source pour le développement d'outils d'enseignement du français langue étrangère. Le projet joue également un rôle culturel important dans la documentation des variétés régionales de français menacées d'extinction.

## Institutions participantes
Des chercheurs des institutions suivantes ont contribué au développement de la base de données PFC :
- Laboratoire d'informatique pour la mécanique et les sciences de l'ingénieur
- Université Paris X Nanterre
- Université Radboud de Nimègue
- Université catholique de Louvain
- Université Stendhal (Grenoble III)
- Université d'Oslo
- Université d'Osnabrück
- Université de Provence Aix-Marseille I
- Université de Toulouse
- Université de Tromsø
- Université de Mons

Des recherches sur la phonologie française utilisant les ressources et outils PFC sont menées à de nombreux autres endroits.

## Voir également
- Phonologie française